# Microrregión de Macaé
La metrópolis de Macaé pertenece al estado brasileño del Río de Janeiro dentro de la mesorregión del Norte Fluminense. Posee un área de 2.586 km². La región tiene una fuerte actividad turística y su economía está basada también en la industria del petróleo.

## Municipios
- Carapebus
- Conceição de Macabu
- Macaé
- Quissamã[1]